# Polycycnis escobariana
Polycycnis escobariana är en orkidéart som beskrevs av Günter Gerlach. Polycycnis escobariana ingår i släktet Polycycnis och familjen orkidéer.
Artens utbredningsområde är Colombia. Inga underarter finns listade i Catalogue of Life.